# Val d'Hérens
Pour les articles homonymes, voir Hérens.
 (février 2023).
Si vous disposez d'ouvrages ou d'articles de référence ou si vous connaissez des sites web de qualité traitant du thème abordé ici, merci de compléter l'article en donnant les références utiles à sa vérifiabilité et en les liant à la section « Notes et références ».
Le val d'Hérens est une vallée de Suisse dans le district d'Hérens en Valais.

## Géographie

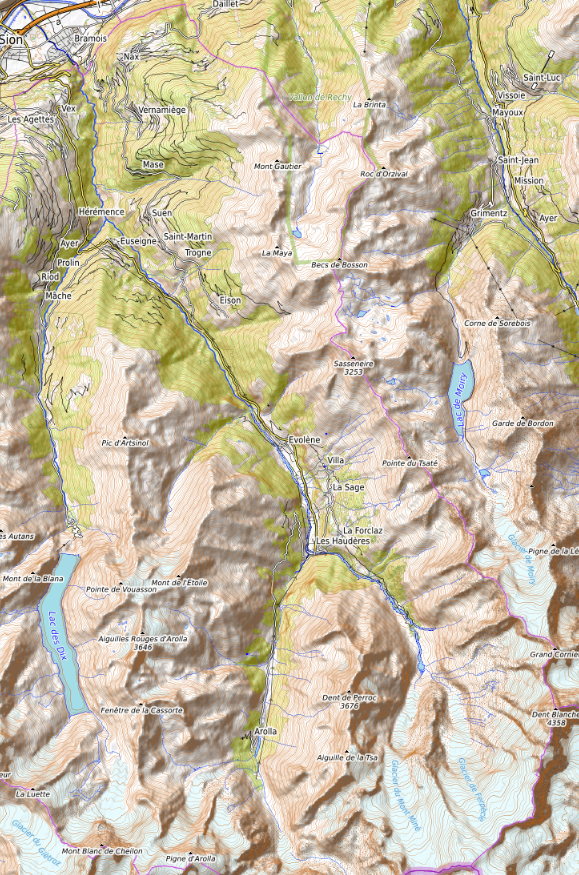
Carte topographique du val d'Hérens.

Traversé par la Borgne, il débouche dans la vallée du Rhône, immédiatement au sud de la ville de Sion. Il se termine par les glaciers de Ferpècle et du mont Miné dans le vallon de Ferpècle au pied de la dent Blanche, ainsi que celui d’Arolla dans le val d'Arolla.
Le val s'est formé lors du retrait du glacier d'Hérens, à la fin de l'ère glaciaire.
La route venant de Sion passe en tunnel par une curiosité géologique de la vallée d'Hérens : les pyramides d'Euseigne. Ces colonnes coiffées d'un bloc de pierre ont été dégagées par l'érosion dans des masses de conglomérats morainiques. Elles ont été préservées de l'érosion par leur chapiteau rocheux.
Le val d'Hérens compte un sommet de plus de 4 000 mètres d'altitude : la dent Blanche, culminant à 4 357 mètres (la dent d'Hérens, culminant à 4 171 mètres, ne fait pas partie du district d'Hérens et est légèrement décalée par rapport au val d'Hérens). D'autres sommets remarquables trônent dans la vallée : les sommets jumeaux de la Petite et de la Grande dent de Veisivi, le Grand Cornier, le mont Collon, le Pigne d'Arolla, la pointe de Vouasson, la Rosablanche, la dent de Perroc ou le mont Blanc de Cheilon.
Le val d'Hérens se compose de communes et villages touristiques tels que Vernamiège, Évolène, Les Haudères, Les Agettes, Hérémence, Mase, Nax, Vex ou Saint-Martin.

## Activités
Les sports d'hiver tels le ski et le snowboard avec 100 km de pistes alpines et le ski de fond avec deux pistes totalisant 33 km y sont pratiqués, ainsi que la randonnée. L'on y trouve également deux patinoires naturelles.
Pour permettre aux alpinistes de se reposer, de nombreuses cabanes sont à leur disposition dans le val d'Hérens :
- la cabane des Aiguilles Rouges ;
- la cabane des Becs de Bosson ;
- la cabane Bertol ;
- la cabane des Dix ;
- la cabane Prafleuri ;
- la cabane Rossier ;
- la cabane de la Tsa ;
- la cabane des Vignettes.

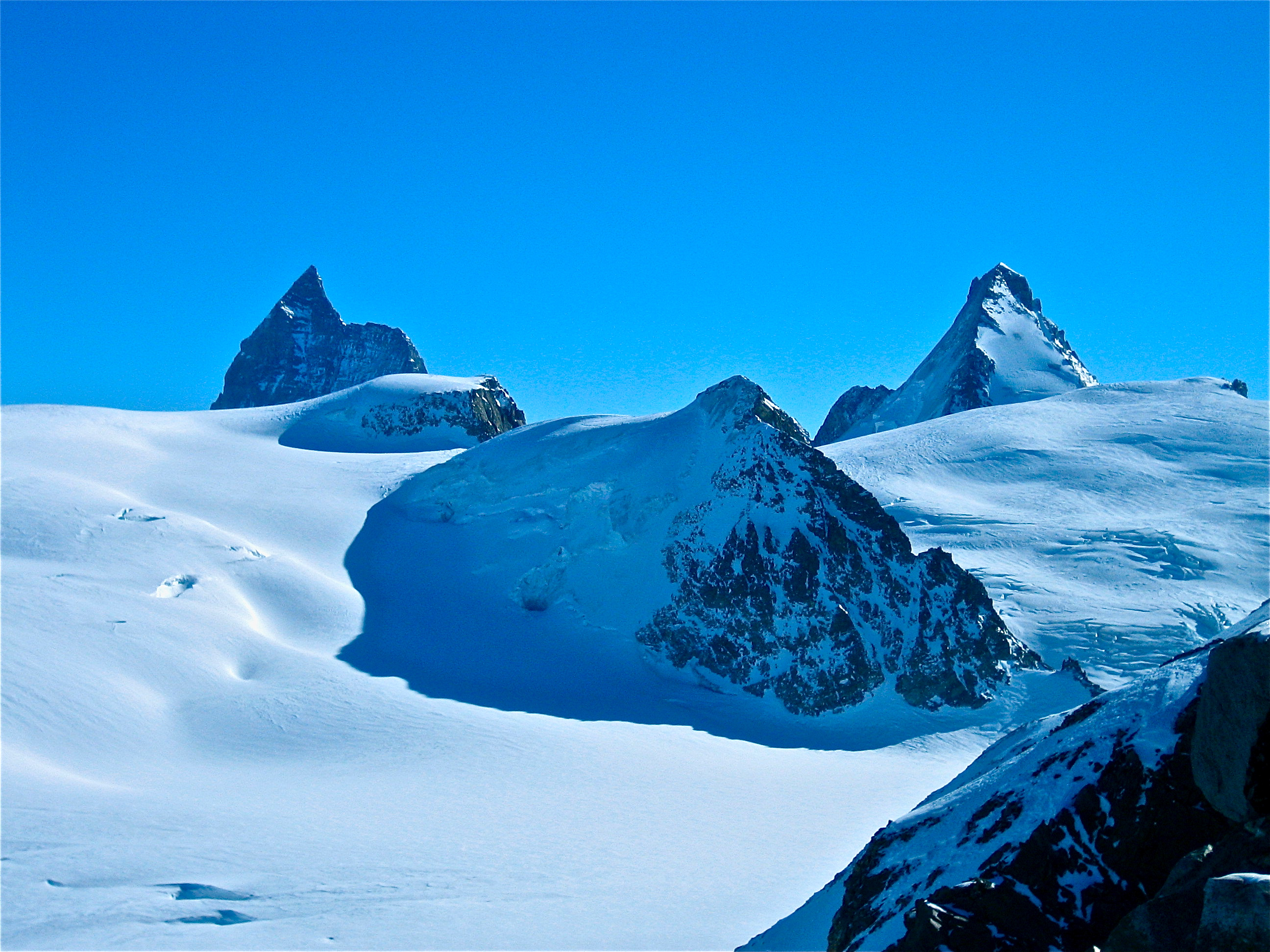
Le Cervin et la Dent d'Hérens vus depuis la dent sud de Bertol.
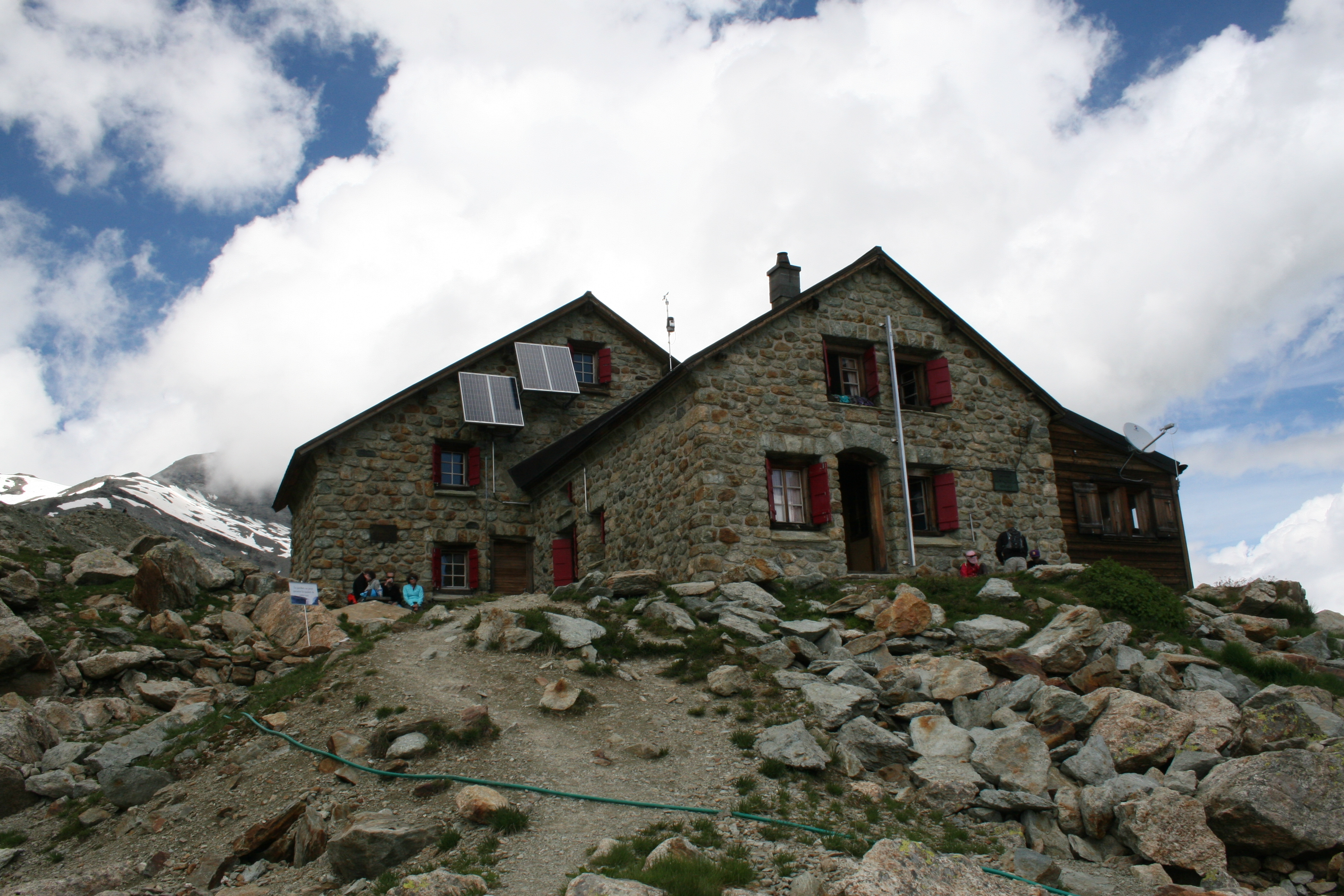
Cabane des Aiguilles Rouges.